# 齋原みず稀
齋原 みず稀（さいはら みずき、1997年12月2日 - ）は、広島県広島市安佐南区出身の元女子サッカー選手、サッカー指導者。選手時代のポジションはフォワード、ミッドフィールダー。

## 来歴
小学2年生のときにサッカーを始める。佐東FC時代の2つ上に宮原和也がいた。

### ユース
2013年に、中国女子サッカーリーグに所属していたアンジュヴィオレ広島に入団。同年、チャレンジリーグ昇格を果たし、自身も得点王となった。
2015年シーズン限りでアンジュヴィオレ広島を退団。2016年に広島大学へ進学し、女子サッカー部に入部した。同年11月、ユニバーシアード日本女子代表候補トレーニングキャンプのメンバーに選出された。
2018年、2019年はバニーズ京都SCに特別指定選手として登録された。

### シニア
2020年、愛媛FCレディースに入団。広島大学から初のなでしこリーグ選手。
2021年、サンフレッチェ広島レジーナへ完全移籍。
2023年6月30日、現役引退を発表した。
2023年9月、サンフレッチェ広島の地域コーディネーター兼普及部コーチ就任が発表された。

### 代表
2014年、U-17サッカー日本女子代表に選出され、2014 FIFA U-17女子ワールドカップに出場、日本の初優勝に貢献した。

## 個人成績

### クラブ
| 国内大会個人成績 | 国内大会個人成績           | 国内大会個人成績 | 国内大会個人成績 | 国内大会個人成績 | 国内大会個人成績 | 国内大会個人成績 | 国内大会個人成績 | 国内大会個人成績 | 国内大会個人成績 | 国内大会個人成績 | 国内大会個人成績 |
| 年度             | クラブ                     | 背番号           | リーグ           | リーグ戦         | リーグ戦         | リーグ杯         | リーグ杯         | オープン杯       | オープン杯       | 期間通算         | 期間通算         |
| 年度             | クラブ                     | 背番号           | リーグ           | 出場             | 得点             | 出場             | 得点             | 出場             | 得点             | 出場             | 得点             |
| 日本             | 日本                       | 日本             | 日本             | リーグ戦         | リーグ戦         | リーグ杯         | リーグ杯         | 皇后杯           | 皇后杯           | 期間通算         | 期間通算         |
| ---------------- | -------------------------- | ---------------- | ---------------- | ---------------- | ---------------- | ---------------- | ---------------- | ---------------- | ---------------- | ---------------- | ---------------- |
| 2013             | アンジュヴィオレ広島       | 11               | 中国             | 9                | 17               | -                | -                | 1                | 1                | 10               | 18               |
| 2014             | アンジュヴィオレ広島       | 11               | チャレンジ       | 20               | 4                | -                | -                | 3                | 1                | 23               | 5                |
| 2015             | アンジュヴィオレ広島       | 11               | なでしこ2部      | 25               | 7                | -                | -                | 2                | 0                | 27               | 7                |
| 2018             | バニーズ京都SC             | 29               | なでしこ2部      | 5                | 0                | 2                | 1                | -                | -                | 7                | 1                |
| 2019             | バニーズ京都SC             | 29               | なでしこ2部      | 0                | 0                | 2                | 0                | -                | -                | 2                | 0                |
| 2020             | 愛媛FCレディース           | 25               | なでしこ1部      | 15               | 1                | -                | -                | 1                | 0                | 16               | 1                |
| 2021-22          | サンフレッチェ広島レジーナ | 19               | WE               | 8                | 1                | -                | -                | 2                | 0                | 10               | 1                |
| 2022-23          | サンフレッチェ広島レジーナ | 19               | WE               | 10               | 0                | 3                | 0                | -                | -                | 13               | 0                |
| 通算             | 日本                       | 日本             | 1部              | 33               | 2                | 3                | 0                | 3                | 0                | 39               | 2                |
| 通算             | 日本                       | 日本             | 2部              | 50               | 11               | 4                | 1                | 5                | 1                | 59               | 13               |
| 通算             | 日本                       | 日本             | その他           | 9                | 17               | -                | -                | 1                | 1                | 10               | 18               |
| 総通算           | 総通算                     | 総通算           | 総通算           | 92               | 30               | 7                | 1                | 9                | 2                | 108              | 33               |

1. ↑  特別指定選手

- 日本女子サッカーリーグ
  - 初出場 - 2014年4月13日 チャレンジリーグ 第2節 愛媛FCレディース戦 (北条スポーツセンター陸上競技場)
  - 初得点 - 2014年5月4日 チャレンジリーグ 第5節 バニーズ京都SC戦 (エディオンスタジアム広島)

- WEリーグ
  - 初出場 - 2021年10月16日 第6節 三菱重工浦和レッズレディース戦 (浦和駒場スタジアム)
  - 初得点 - 2021年10月16日 第6節 三菱重工浦和レッズレディース戦 (浦和駒場スタジアム)

### 代表
- U-17日本代表（2014年）
- U-19日本代表候補（2015年）
- ユニバーシアード日本女子代表（2016 候補合宿）

## タイトル

### クラブ
- アンジュヴィオレ広島
  - 中国女子サッカーリーグ: 1回 (2013)

### 代表
- U-17日本代表
  - FIFA U-17女子ワールドカップ: 1回 (2014)